# Be-1 (航空機)
Be-1
- 用途：実験機
- 設計者：ロベルト・バルティーニ
- 製造者：ベリエフ
- 運用者：ソビエト連邦
- 初飛行：1964
- 生産数：1
- 退役：1964
- 運用状況：実験終了

ベリエフ Be-1は、1960年代にソビエト連邦で開発された実験用の地面効果翼機である。

## 設計と開発
1956年、ロベルト・ルドヴィゴビッチ・バルティーニ（Robert Ludvigovich Bartini）は、地面効果翼機（WIG）をベリエフ設計局に提案した。Be-1は、地面効果翼型航空機の安定性と制御を調査するために飛行した、最初の実験機である。
Be-1には2つのフロートがあり、その間に非常に低いアスペクト比の翼があり、フロートの外側に小さな通常の翼が伸びている。フロートの下側には、海面を貫通する水中翼が取り付けられている。翼の上に取り付けられたツマンスキーRU-19ターボジェットエンジン1基により動力を得る。Be-1には着陸装置も装備されていた。この機体は1961年から1964年まで運用された。水上からの初飛行は1964年に行われた。